# شقایق فلاندرز
شقایق فلاندرز (نام علمی: Papaver rhoeas) پاپاور روئاس نام یک گونه از سردهٔ خشخاش است. در مزارع زراعی، کرانه‌های پرچین و کنار جاده‌ها، با غلاف بذر بدون کرک و سر صاف و پرزهای راست‌زاویه روی ساقه‌هاست. خشخاش ذرت, گل رز ذرت، خشخاش مزرعه، شقایق فلاندرز، و ""شقایق قرمز"، گیاهی علفی یک ساله گونه ای از گیاهان گلدار در خانواده یا تیره شقایقیان در اروپا است.
به عنوان یک علف هرز کشاورزی در نظر گرفته می‌شود (از این رو نام‌های رایج آن شامل «ذرت» و «مزرعه» است. خشخاش هنوز هم ممکن است در مزارعی که از علف کش‌ها استفاده نمی‌شود و همچنین در آیش ظاهر شود. و رقم آن مانند خشخاش شرلی به‌طور گسترده در باغ‌ها کشت می‌شود از زمان جنگ جهانی اول، در کشورهای مشترک المنافع به عنوان نماد و یادی برای سربازان کشته شده استفاده شده‌است.
شقایق فلاندرز گل ملی کشور بلژیک است.
 پوشینه، گل و غنچه شقایق سیاه